# OR8J1
OR8J1 (англ. Olfactory receptor family 8 subfamily J member 1) – білок, який кодується однойменним геном, розташованим у людей на короткому плечі 11-ї хромосоми. Довжина поліпептидного ланцюга білка становить 316 амінокислот, а молекулярна маса — 35 415.
| 10         |  | 20         |  | 30         |  | 40         |  | 50         |
| ---------- |  | ---------- |  | ---------- |  | ---------- |  | ---------- |
| MAPENFTRVT |  | EFILTGVSSC |  | PELQIPLFLV |  | FLVLYGLTMA |  | GNLGIITLTS |
| VDSRLQTPMY |  | FFLQHLALIN |  | LGNSTVIAPK |  | MLINFLVKKK |  | TTSFYECATQ |
| LGGFLFFIVS |  | EVIMLALMAY |  | DRYVAICNPL |  | LYMVVVSRRL |  | CLLLVSLTYL |
| YGFSTAIVVS |  | SYVFSVSYCS |  | SNIINHFYCD |  | NVPLLALSCS |  | DTYLPETVVF |
| ISAATNVVGS |  | LIIVLVSYFN |  | IVLSILKICS |  | SEGRKKAFST |  | CASHMMAVTI |
| FYGTLLFMYV |  | QPRSNHSLDT |  | DDKMASVFYT |  | LVIPMLNPLI |  | YSLRNKDVKT |
| ALQRFMTNLC |  | YSFKTM     |  |            |  |            |  |            |

A: Аланін

C: Цистеїн

D: Аспарагінова кислота

E: Глутамінова кислота

F: Фенілаланін

G: Гліцин

H: Гістидин

I: Ізолейцин

K: Лізин

L: Лейцин

M: Метіонін

N: Аспарагін

P: Пролін

Q: Глутамін

R: Аргінін

S: Серин

T: Треонін

V: Валін

Кодований геном білок за функціями належить до рецепторів, g-білокспряжених рецепторів, білків внутрішньоклітинного сигналінгу. 
Локалізований у клітинній мембрані, мембрані.